# Afsender
En afsender betegner indenfor videnskaben kommunikation en person eller gruppe der har udgivet noget materiale.
Afsendere sender til modtagere som oftest er del af en målgruppe.
Målgruppen er oftest en del af befolkningen, dette kan enten være opdelt på alder, køn, religiøs overbevisning eller andet.
Det kan enten være en troværdig afsender eller en utroværdig afsender.